# The Best of Obituary
The Best of Obituary är et samlingsalbum av det amerikanska death metal-bandet Obituary, utgivet 2008 av skivbolaget Roadrunner Records efter att Obituary hade lämnat Roadrunner Records.

## Låtlista
1. "Internal Bleeding" – 3:01
2. "'Til Death" – 3:56
3. "Slowly We Rot" – 3:37
4. "Cause of Death" – 6:31
5. "Chopped in Half" – 3:45
6. "Turned Inside Out" – 5:10
7. "The End Complete" – 4:04
8. "I'm in Pain" – 4:01
9. "Don't Care" – 3:09
10. "Final Thoughts" – 4:09
11. "Kill for Me" – 2:57
12. "Threatening Skies" – 2:20
13. "On the Floor" – 3:10

- Text: John Tardy
- Musik: Donald Tardy, Trevor Peres och Allen West

## Medverkande
Musiker (Obituary-medlemmar)
- John Tardy – sång
- Trevor Peres – rytmgitarr
- James Murphy – sologitarr (spår 4–6)
- Allen West – sologitarr (spår 1–3, 7–13)
- Daniel Tucker – basgitarr (spår 1–3)
- Frank Watkins – basgitarr (spår 4–13)
- Donald Tardy – trummor